# Уилям Джоунс
 Тази статия е за английския езиковед.  За уелския математик вижте Уилям Джоунс (математик).  
Уилям Джоунс (на английски: William Jones) е английски филолог, юрист, индолог и ориенталист.
Роден е на 28 септември 1746 година в Уестминстър в семейството на математика Уилям Джоунс. През 1783 година заминава за Калкута, където е назначен за съдия и където започва да се интересува от индийската култура. Той е известен като първият учен, установил връзката между индийските и европейските езици, разглеждани днес като част от общо индоевропейско семейство.
През 1774 г. Джоунс публикува книгата „Poeseos Asiaticae Commentariorum libri sex“, която съдържа описание на арабско, персийско и тюркско метрично стихословие и поезия, в която прави сравнение между арабския и древния стихотворен размер.  Издаваното от него списание „Азиатски изследвания“ има голям успех, като течението му претърпява три пиратски издания.
Уилям Джоунс умира на 27 април 1794 година в Калкута.